# Microcotylinae
I Microcotylinae sono una sottofamiglia di platelminti monogenei appartenente alla famiglia Microcotylidae.

## Tassonomia
La sottofamiglia conta i seguenti generi:
- Atriostella
- Bivagina
- Caballeraxine
- Diplasiocotyle
- Diplostamenides
- Gamacallum
- Jaliscia
- Kahawaia
- Ktarius
- Lutianicola
- Magniexcipula
- Microcotyle
- Microcotyloides
- Monomacracanthus
- Neobivagina
- Omanicotyle
- Paracaesicola
- Paramicrocotyloides
- Paranaella
- Pauciconfibula
- Polymicrocotyle
- Polynemicola
- Pseudoaspinatrium
- Pseudobivagina
- Pseudoneobivagina
- Sciaenacotyle
- Sebasticotyle
- Solostamenides
- Vulvostella
- Yogendrotrema